# Communauté de communes du Canton de Montdidier
Die Communauté de communes du Canton de Montdidier ist ein ehemaliger französischer Gemeindeverband mit der Rechtsform einer Communauté de communes im Département Somme in der Region Hauts-de-France. Sie wurde am 18. Dezember 2000 gegründet und umfasste 34 Gemeinden. Der Verwaltungssitz befand sich im Ort Montdidier.

## Historische Entwicklung
Mit Wirkung vom 1. Januar 2017 fusionierte der Gemeindeverband mit der Communauté de communes du Grand Roye (vor 2017) und bildete so die Nachfolgeorganisation Communauté de communes du Grand Roye. Trotz der Namensgleichheit handelt es sich um eine Neugründung mit anderer Rechtspersönlichkeit.

## Ehemalige Mitgliedsgemeinden
1. Andechy
2. Assainvillers
3. Ayencourt
4. Becquigny
5. Bouillancourt-la-Bataille
6. Boussicourt
7. Bus-la-Mésière
8. Cantigny
9. Le Cardonnois
10. Courtemanche
11. Davenescourt
12. Erches
13. Ételfay
14. Faverolles
15. Fescamps
16. Fignières
17. Fontaine-sous-Montdidier
18. Gratibus
19. Grivillers
20. Guerbigny
21. Hargicourt
22. Laboissière-en-Santerre
23. Lignières
24. Malpart
25. Marestmontiers
26. Marquivillers
27. Mesnil-Saint-Georges
28. Montdidier
29. Piennes-Onvillers
30. Remaugies
31. Rollot
32. Rubescourt
33. Villers-Tournelle
34. Warsy